# La Font (Vilanova de Sau)
La Font és un monument del municipi de Vilanova de Sau (Osona) inclòs en l'Inventari del Patrimoni Arquitectònic Català.

## Descripció
Masia de planta rectangular coberta a dues vessants. Consta de planta baixa i dos pisos. El portal és dovellat, es troba orientat a migdia i presenta una inscripció. La finestra sobre el portal és conopial. A la part dreta i annexionat al mas, formant angle recte amb aquest, s'hi adossa un cos de galeries sostingudes per pilars de pedra de planta baixa i dos pisos. Al costat del portal hi ha un pujador de cavalls. Al davant s'hi forma una era que encara conserva els antics rajols. La part posterior està envoltada per dependències agrícoles. L'estat de conservació és bo, encara que hagi perdut les funcions agrícoles i serveixi com a casa d'estiueig. És construïda bàsicament amb pedra.

## Història
Antic mas registrat al fogatge de 1553 de la parròquia i terme de Vilanova de Sau, quan aquest nucli comptava només amb onze masos. En aquest fogatge ens consta que habitava el mas Joan Font. Com indiquen les llindes dels portals, el mas fou reformat i ampliat al segle xviii.